# 수륙무차평등재의촬요 (서울특별시 유형문화재 제323호)
수륙무차평등재의촬요(水陸無遮平等齋儀撮要)는 서울특별시 은평구 진관사에 있는 조선시대의 책이다. 2012년 3월 22일 서울특별시의 유형문화재 제323호로 지정되었다.

## 개요
이 책은 수륙무차평등재(수륙재), 곧 물과 땅에서 죽은 고혼들을 달래기 위해 평등하게 공양하며 재를 올릴 때의 의식절차를 요약한 의례서로, 〈수륙무차평등재의촬요(水陸無遮平等齋儀撮要)〉1권에다 부록인〈천지명양수륙재의소방문첩절요(天地冥陽水陸齋儀疏榜文牒節要)〉1본(本)이 합철되어 있다.
〈수륙무차평등재의촬요〉는 상단에 수인(手印)을 두어 간략히 설명하고, 해당되는 진언을 함께 수록함. 설회인유편(設會因由篇) 제1부터 봉송육도편(奉送六道篇) 제37까지 모두 37편이 수록되어 있다.
이 책은 융경 5년 신미(1571) 3월에 전라도 강진 월출산 무위사(無爲寺)에서 개판된 것으로 동일한 서명의 임난 이전 간본은 몇 종이 있으나, 초쇄 또는 각판 초기의 인본으로 보존상태가 양호하고, 무위사에서 간행된 판본으로는 처음 공개된다는 점에서 서울특별시 유형문화재로 지정한다.

## 조사보고서
이 책은 수륙무차평등재(수륙재), 곧 물과 땅에서 죽은 고혼들을 달래기 위해 평등하게 공양하며 재를 올릴 때의 의식절차를 요약한 의례서이다. 〈수륙무차평등재의촬요(水陸無遮平等齋儀撮要)〉 1권에다 부록인 〈천지명양수륙재의소방문첩절요(天地冥陽水陸齋儀疏榜文牒節要)〉 1본(本)이 합철되어 있다.
〈수륙무차평등재의촬요〉에서는 상단에 수인(手印)을 두어 간략히 설명하고, 해당되는 진언을 함께 수록하였다. 설회인유편(設會因由篇) 제1부터 봉송육도편(奉送六道篇) 제37까지 모두 37편이 수록되어 있다. 〈천지명양수륙재의소방문첩절요〉에서는 문방(門榜)‚ 단방(檀榜)‚ 욕실방(浴室榜)‚ 간경방(看經榜)‚ 소청사자소(召請使者疏)‚ 개통오로소(開通五路疏)‚ 소청상위소(召請上位疏)‚ 소청중위(召請中位)‚ 소청하위소(召請下位疏)‚ 원만회향소(圓滿廻向疏)‚ 제소수행봉피양(諸疏首行封皮樣) 등이 있는데 의식을 행할 때의 양식을 소개한 것이다.
조선초기에는 왕실에서 수륙재를 개최한 기록이 제법 전한다. 현전하는 〈수륙무차평등재의촬요〉 판본 가운데 가장 오래된 성종 1년(1470) 간본은 보물 제1105호(호림박물관 소장)로 지정되어 있다. 서울역사박물관 소장의 성화 19년(1483) 중대사 판본은 서울특별시 유형문화재 제318호, 고양 원각사 소장의 홍치 3년(1490) 자비령사 판본은 경기도 유형문화재 제240호로 지정되어 있다.
이 책은 융경 5년 신미(1571) 3월에 전라도 강진 월출산 무위사(無爲寺)에서 개판된 것으로 초쇄 또는 각판 초기의 인본이다. 동일한 서명의 임난 이전 간본은 몇 종이 있으나 무위사에서 간행된 판본으로는 처음 공개되는 것이다.
현재 임난 이전의 간본 중 간행시기가 앞선 3종은 보물과 시도유형문화재로 지정되어 있으며, 이 책은 이보다 늦은 선조 4년(1571)에 전라도 강진의 무위사에서 간행된 판본이다. 이 책은 비록 앞 뒤표지는 개장되었으나 임난 이전의 무위사 간본으로는 처음 공개되는 점, 초인 또는 초기인본으로 보존상태가 온전하다는 점으로 보아 서울특별시 유형문화재로 지정한다.

## 같이 보기
- 수륙무차평등재의촬요

## 참고 자료
- 수륙무차평등재의촬요 - 국가유산청 국가유산포털